# Mesopolobus phragmitis
Mesopolobus phragmitis is een vliesvleugelig insect uit de familie Pteromalidae. De wetenschappelijke naam is voor het eerst geldig gepubliceerd in 1957 door Erdös.